# دارين البايض
دارين البايض (ولدت في 17 يونيو 1996)، ممثلة سعودية.

## عن حياتها
نشأت دارين في جدة بالمملكة العربية السعودية 

## اعمالها
المسلسلات
| سنه  | المسلسل      | بمشاركة                            |
| ---- | ------------ | ---------------------------------- |
| 2013 | تكي          | مجموعة من الممثلين                 |
| 2016 | سيلفي -      | مجموعة من الممثلين حلقة معرض الكتب |
| 2018 | شير شات      | مجموعة من الممثلين                 |
| 2018 | زون زيرو     | مجموعة من الممثلين                 |
| 2021 | خارج السيطرة | مشاركة مجموعة من الفنانين العرب    |
| 2024 | يا هلّي       | مجموعة من الممثلين                 |

الافلام
| سنه  | الفيلم    | بمشاركة                                            |
| ---- | --------- | -------------------------------------------------- |
| 2024 | جرس انذار | خيرية ابو لبن - اضوى فهد - شيماء الطيب - وفاء وافي |

## وصلات خارجية
http://imdb.me/darinalbayed